# Người Khắc Liệt
Người Khắc Liệt (cũng gọi là Kerait, Kereit, Khereid; tiếng Mông Cổ: Хэрэйд) là một trong năm bộ tộc chiếm ưu thế trong liên minh bộ lạc Mông Cổ thống trị ở vùng Altai-Sayan trong giai đoạn thế kỷ 12. Họ đã cải sang cảnh giáo vào đầu thế kỷ 11 và là một trong những thành phần đưa đến câu chuyện của huyền thoại John Prester ở châu Âu.
Lãnh thổ sinh sống của họ tương ứng với phần lớn lãnh thổ Mông Cổ ngày nay. Nhà sử học người Nga Vasily Bartold (1913) đã xác định được vị trí phân bố của họ dọc theo thượng nguồn sông Onon và Kherlen và dọc theo sông Tuul. Năm 1203, họ đã bị đánh bại bởi Thành Cát Tư Hãn và thành một trong những bộ tộc có tầm ảnh hưởng lớn trong sự trỗi dậy của đế quốc Mông Cổ. Họ dần dần trở thành một phần trong liên minh các bộ tộc Turco-Mongol trong thế kỷ 13.

## Tên gọi
Trong tiếng Mông Cổ hiện đại được viết là Хэрэйд, (Khereid). Trong tiếng Anh được gọi là Keraites, Kerait, hoặc Kereyit. Trong một số văn bản trước đây cũng có lúc được gọi là Karait hoặc Karaites.
Một giả thuyết phổ biến coi tên này bắt nguồn từ một từ tiếng Mông Cổ  xap/khar và tiếng qarā Turkick có nghĩa là "đen hay màu sẫm". Đã có nhiều bộ tộc Mông Cổ và Turk khác với những cái tên liên quan đến thuật ngữ này nhưng thường bị xáo trộn. Theo một nghiên cứu đầu thế kỷ 14 mang tên Jami 'al-tawarikh của nhà sử học người Iran Rashid-al-Din Hamadani, huyền thoại Mông Cổ truy tìm gốc tích của bộ tộc là tám người anh em với khuôn mặt đen khác thường trong liên minh mà họ thành lập. Khắc Liệt là tên của gia tộc người anh giữ chức lãnh đạo, trong khi các bộ tộc khác của anh em mình được ghi lại là Jirkin, Konkant, Sakait, Tumaut, Albat.
Một số nhà nghiên cứu cho rằng cái tên Khereid trong tiếng Mông Cổ có thể bắt nguồn từ một cổ vật được làm từ rễ Kherre (хэрээ) có nghĩa là ''quạ''.

### Hãn quốc

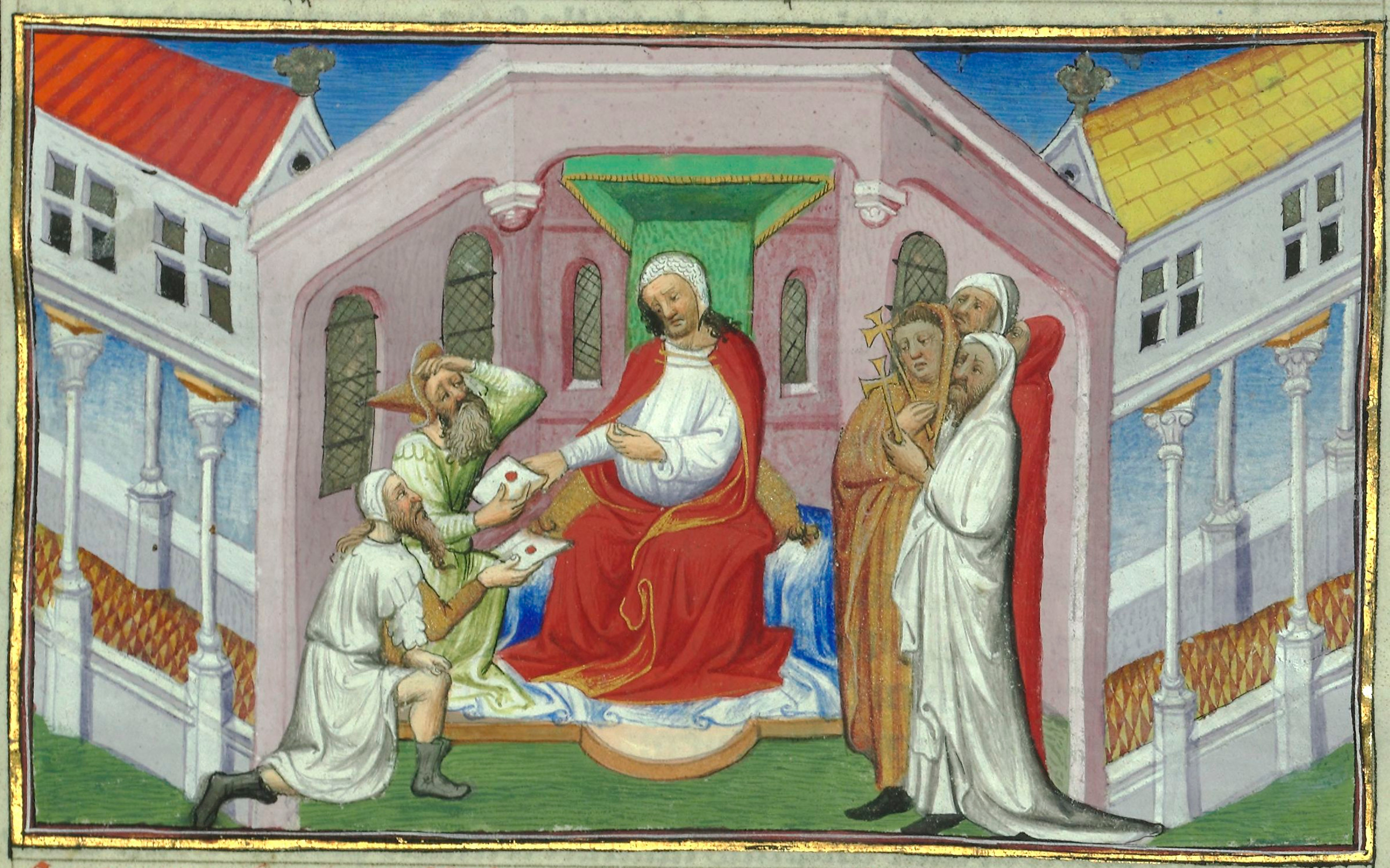
Hình tượng ẩn dụ vị vương hãn là "Prester John " trong Le Livre des Merveilles, thế kỷ 15.

## Lịch sử